# 欧里镇
欧里镇，是中华人民共和国江西省新余市渝水区下辖的一个乡镇级行政单位。

## 行政区划
欧里镇下辖以下地区：
欧里村、白梅村、皇华村、上巢村、木村、洲上村、哲村、凌背村、新甫村、昌坊村、联合村、带元村和小县村。